# Longepi boyd
Longepi boyd là một loài nhện trong họ Lamponidae. Loài này được phát hiện ở Nieuw-Zuid-Wales và Australisch Hoofdstedelijk Territorium.